# Gare de Boukhalfa
La gare de Boukhalfa est une gare ferroviaire algérienne située sur le territoire de la commune de Tizi Ouzou, dans la wilaya de Tizi Ouzou.

## Situation ferroviaire
La gare est située dans la localité de Boukhalfa, au nord-ouest de la ville de Tizi Ouzou, sur la ligne de Thénia à Oued Aïssi où elle est précédée de la gare de Draâ Ben Khedda  et suivie de celle de Tizi Ouzou.

## Histoire
La gare est mise en service le 19 avril 2017 à la suite de la rénovation du tronçon Thénia - Tizi Ouzou de la ligne de Thénia à Oued Aïssi.

## Service des voyageurs

### Desserte
La gare de Boukhalfa est desservie par les trains du réseau ferré de la banlieue d'Alger assurant les liaisons Alger - Oued Aïssi ou Thénia - Oued Aïssi.

### À Proximité

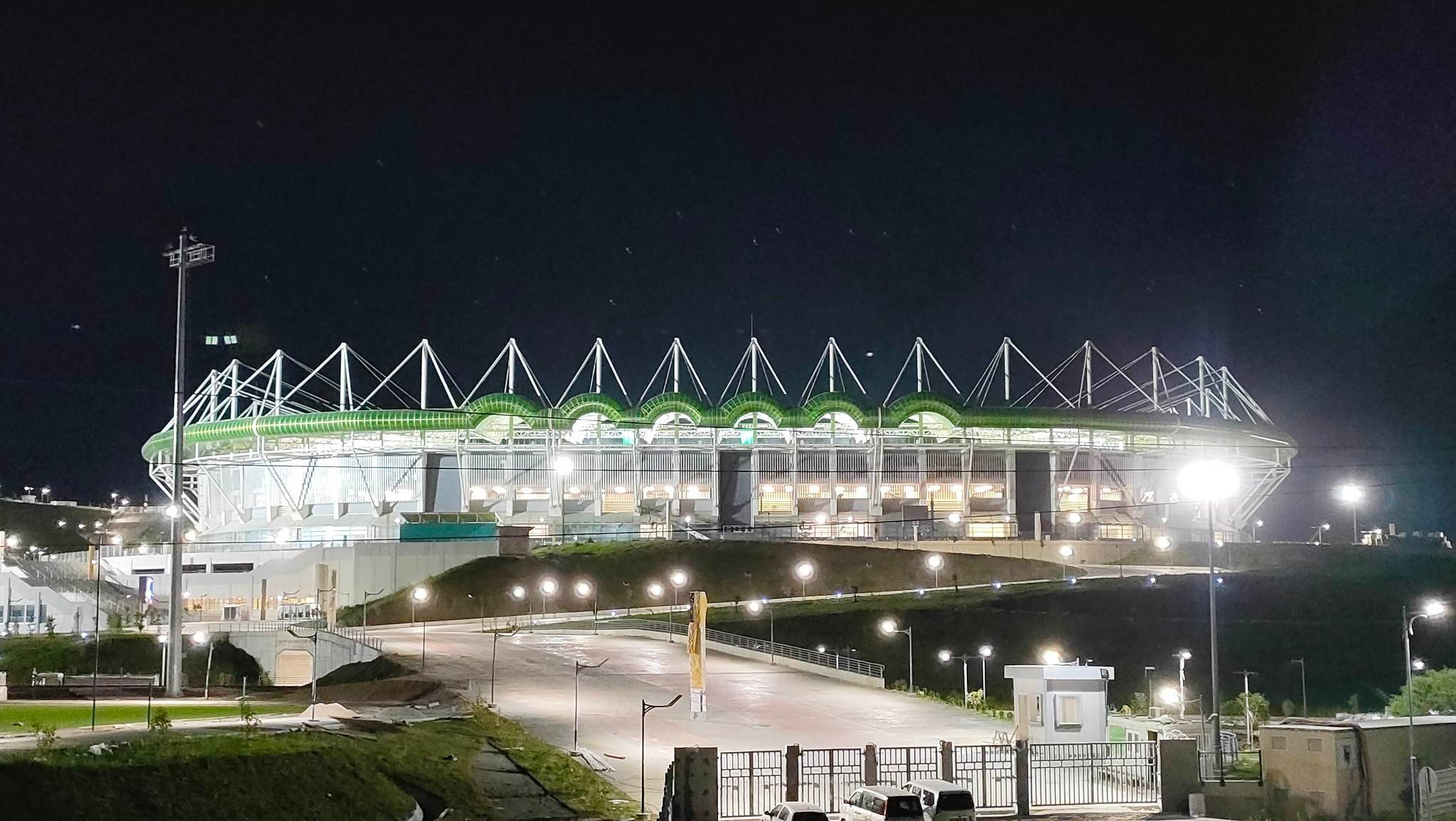
Vue du stade de Hocine-Aït Ahmed

La gare est située à proximité du stade Hocine-Aït Ahmed, elle permettra aux spectateurs de s'y rendre en train depuis Tizi Ouzou ou des autres villes situées sur la ligne d'Alger à Oued Aïssi.